# Cumières-le-Mort-Homme
 Cumières-le-Mort-Homme  es una población y comuna francesa, en la región de Lorena, departamento de Mosa, en el distrito de Verdún y cantón de Charny-sur-Meuse. Hasta 1922 se llamaba simplemente Cumières.

## Historia
Esta comuna está deshabitada. Se trata de una de las nueve que resultaron totalmente destruidas en la Primera Guerra Mundial y que no fueron reconstruidas posteriormente. Fue declarada  village mort pour la France (villa caída por Francia) tras las hostilidades y se decidió conservarla sin reconstruir para memoria de las generaciones futuras. La administración está a cargo de un consejo de tres personas designadas por el Prefecto del departamento del Mosa.

## Colina Mort-Homme

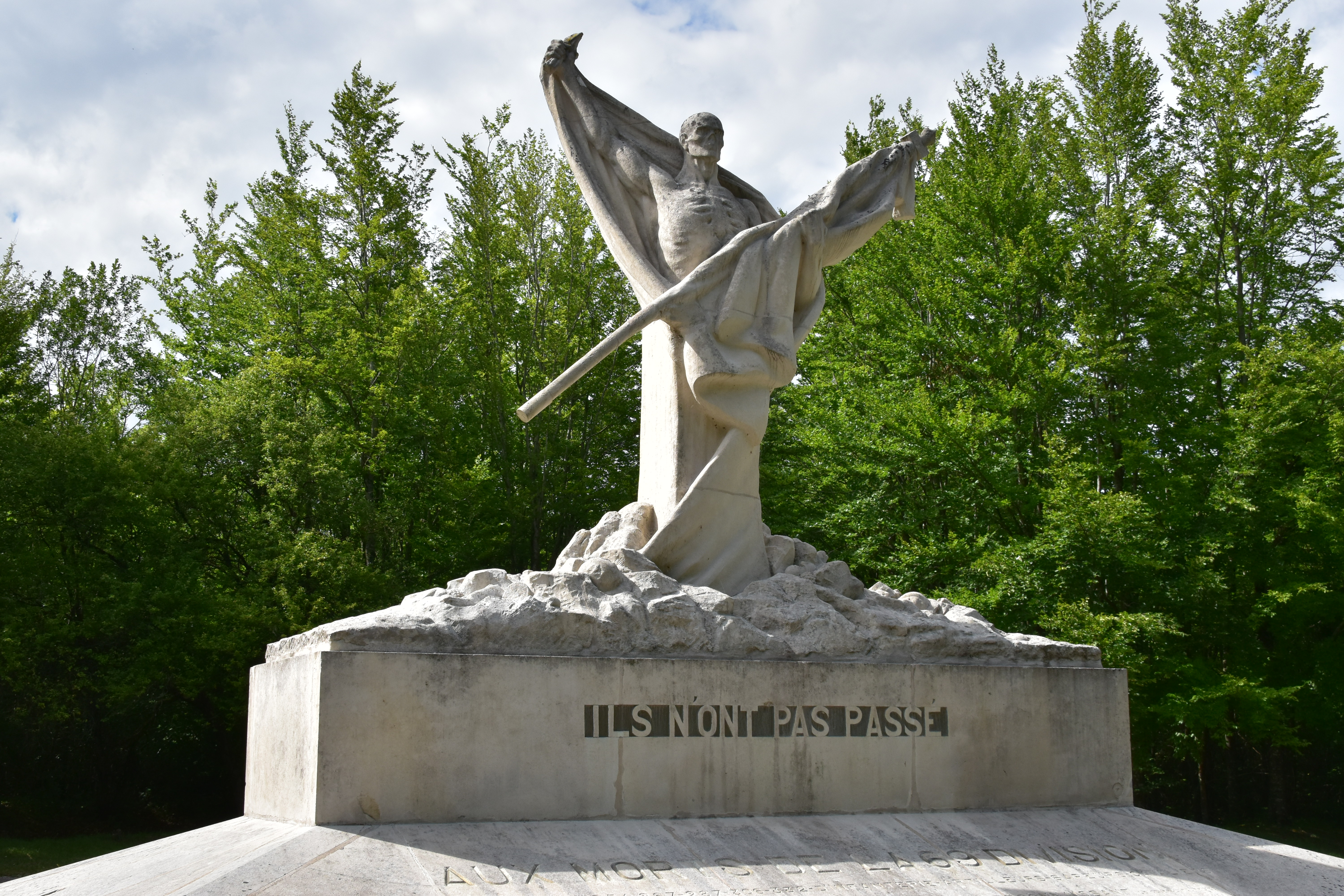
Monumento conmemorativo de la batalla de Verdún en la colina Mort-Home.

En el centro de la comuna se encuentra la colina Mort-Homme, situada en la margen izquierda del río Mosa, existen tres cotas a 265, 295 y 304 metros de altura sobre el nivel del mar. En este lugar se desarrollaron importantes combates durante la batalla de Verdún en la Primera Guerra Mundial. Fue un emplazamiento de la artillería francesa desde donde bombardeaban las trincheras alemanas. Entre el 9 y el 12 de abril de 1916 la posición fue atacada y tomada por el ejército alemán.

## Demografía[1]
| 215 | 257 | 265 | 302 | 302 | 306 | 309 | 302 | 315 | 303 | 279 | 263 | 237 | 246 | 251 | 238 | 239 | 240 | 239 | 206 | 205 | 3 | 4 | 4 | 6 | 4 | 2 | 3 | 7 | 4 | 3 | 1 | 0 | 0 | 0 |
| Para los censos de 1962 a 1999 la población legal corresponde a la población sin duplicidades (Fuente: INSEE [Consultar]) |     |     |     |     |     |     |     |     |     |     |     |     |     |     |     |     |     |     |     |     |   |   |   |   |   |   |   |   |   |   |   |   |   |   |